# Completas
As Completas (do grego, πλήρης) também Oração da Noite, (ou Orações ao Fim do Dia) é o serviço da final da Igreja (ou Ofício) do dia na tradição cristã das horas canônicas. As Completas, palavra em português é derivado de 'completorium' em Latim, como as Completas é a conclusão da jornada de trabalho. A palavra foi usada pela primeira vez, neste sentido, sobre o início do século VI por São Bento em sua Regra (Benedicti Regula; seguir, RB), nos capítulos 16, 17, 18 e 42, e ele ainda usa o verbo complere significar Completas: "Omnes ergo em compleant unum positi" ("Todos têm reunido em um só lugar, diga-se Completas"); "et exuentes um completorio" ("e, depois de sair do Completas ...") (RB, Cap. 42.). Nas Igrejas, Católica, Ortodoxa, Anglicana, Luterana e de outras denominações cristãs, com tradições litúrgicas prescrevem os serviços das Completas. Completas tende a ser um exercício contemplativo, que enfatiza a paz espiritual. Em muitos mosteiros é o costume de começar o "Grande Silêncio", após as Completas, durante os quais toda a comunidade, incluindo os conversos, observa o silêncio durante toda a noite até que o culto da manhã no dia seguinte.
São rezadas à noite, geralmente antes de dormir, mesmo que já tenha passado da meia-noite.

## Esquema da celebração de Completas
- Invocação inicial: Deus, vinde em nosso auxílio… e Glória.

- Exame de consciência, opcional, segundo o arbítrio de cada um, podendo ser terminado com a Confissão e uma fórmula de absolvição das utilizadas na Missa.

- Hino.

- Um ou dois salmos, com a respectiva antífona.

- Leitura breve, também chamada de capítula, retirada da Bíblia.

- Responsório breve, que responde à leitura.

- Cântico evangélico: Cântico de Simeão (Lucas 2:29–32), também chamado Nunc dimittis (suas palavras iniciais, em latim).

- Oração conclusiva.

- Benção.

- Antífona ou cântico a Nossa Senhora.

## Hino
Versão lusófona de Te lucis ante términum.
Agora que o clarão da luz se apaga,
a vós nós imploramos, Criador:
com vossa paternal misericórdia,
guardai-nos sob a luz do vosso amor.

Os nossos corações sonhem convosco:
no sono, possam eles vos sentir.
Cantemos novamente a vossa glória
ao brilho da manhã que vai surgir.

Saúde concedei-nos nesta vida,
as nossas energias renovai;
da noite a pavorosa escuridão
com vossa claridade iluminai.

Ó Pai, prestai ouvido às nossas preces,
ouvi-nos por Jesus, nosso Senhor,
que reina para sempre em vossa glória,

convosco e o Espírito de Amor.

## Antífona mariana
- Salve Regina

- Alma Redemptoris Mater

- Ave Regina Caelorum

- Sub tuum praesidium

- Regina Caeli (obrigatória no Tempo Pascal)